# Henryk Jasiczek

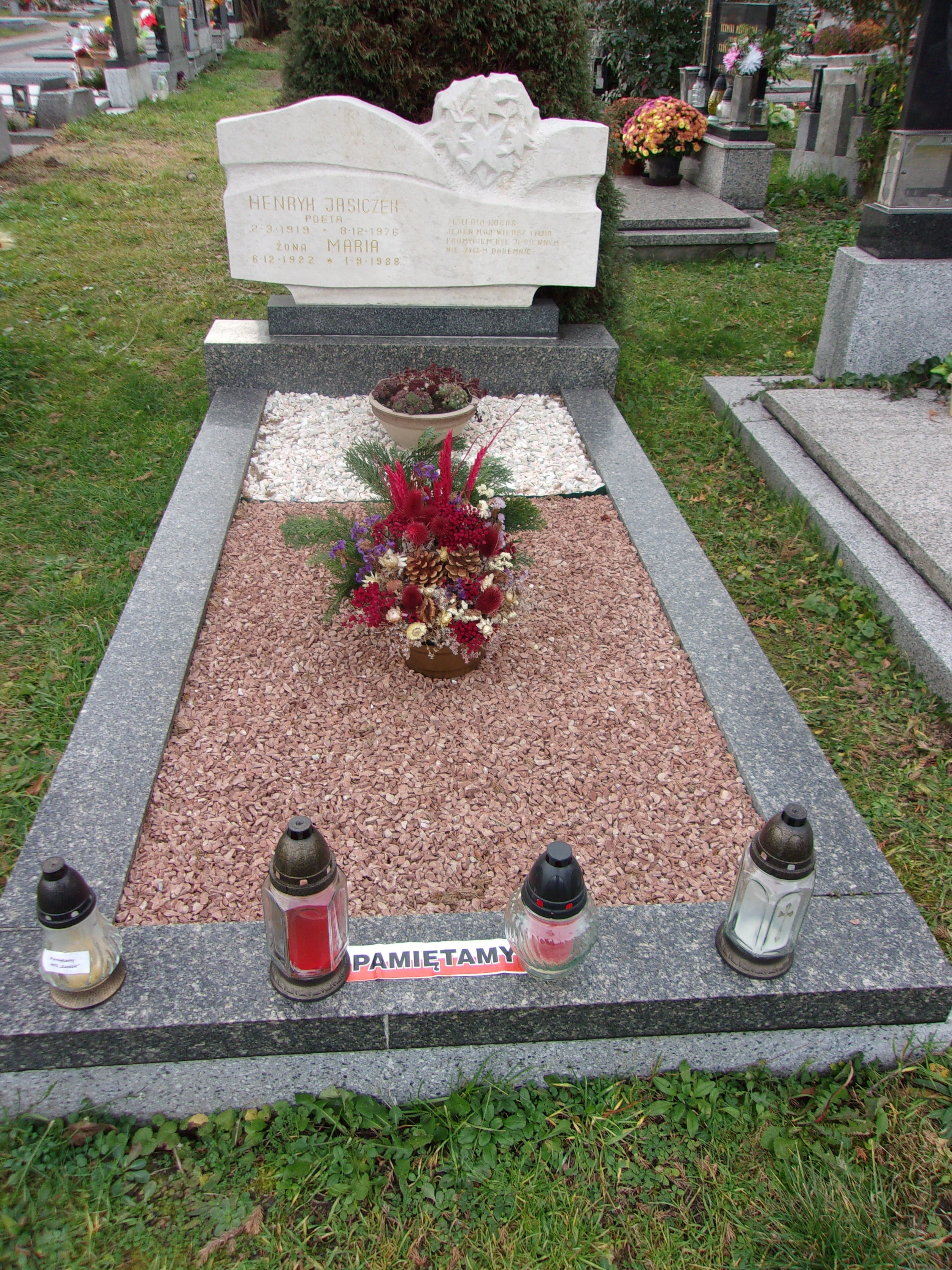
Hrob Henryka Jasiczka

Henryk Jasiczek  (2. března 1919 Kottingbrunn, Rakousko – 8. prosince 1976 Český Těšín) byl polský novinář, básník, spisovatel a aktivista polské menšiny na Těšinsku.

## Životopis
Narozen v Kottingbrunn u Vídně (Rakousko). Dětství prožil u příbuzných v Oldřichovicích u Třince, kde také ukončil základní školu a následně měšťanskou školu v Třinci. Od roku 1934 studoval zahradnictví v Třinci. Jak později vzpomínal, byl svědkem nejhoršího vykořisťování lidí. V roce 1936 se dostal do konfliktu s vedoucím po bitce ze spolužákem, který mlátil jeho kamaráda. Ze školy odešel a zahradnickou školu ukončil v Chrudimi. Později pracoval jako zahradník v Hradečně. V roce 1938 se vrátil na Těšinsko, ale nemohl najít práci. Od března 1939 pracoval v Třineckých ocelárnách jako dělník a opět začal působit v harcerském hnutí.
Během druhé světové války se zapojil do polského odboje vedeného komunisty. Redigoval polské podzemní noviny a distribuoval je. Po válce vstoupil do KSČ a stal se šéfredaktorem novin „Głos Ludu“ – a to až do roku 1957. Od roku 1958 byl redaktorem Krajského vydavatelství v Ostravě, zakladatelem a redaktorem polského časopisu pro děti „Jutrzenka“. V roce 1959 ukončill studia polonistiky na Univerzitě Karlově v Praze. Spisovatel publikoval v polských časopisech pro děti v Československu a kulturně - literárním časopisu „Zwrot“. Jasiczek byl také zakládajícím aktivním členem Polského kulturně-osvětového svazu (PZKO), ve kterém od roku 1945 do roku 1968 vedl literárně-uměleckou sekci. Byl členem Svazu československých novinářů, Svazu slezských spisovatelů (Związku pisarzy śląskich) a Svazu československých spisovatelů. Za svou kulturně-společenskou činnost byl mnohokrát oceněn a vyznamenán (také Svazem československých spisovatelů). K těm nejdůležitějším oceněním patří Krzyż Oficerski Orderu Odrodzenia Polski (Důstojnický kříž řádu znovuzrozeného Polska) udělený básníkovi v roce 1967.
Během Pražského jara spisovatel podpořil křídlo komunistické strany ve prospěch reforem. Jeho postoj a veřejné projevy vedly v květnu 1970 roku k jeho odvolání z veřejného života a všech funkcí. V Polsku byly jeho básně a próza až do roku 1989 zakázány. Jasiczek poslední léta svého života strávil v ústraní, donucen pracovat jako korektor v tiskárně v Č.Těšíně. Rehabilitován byl v roce 1990. Bezprostředně po válce se poezie Jasiczka zaměřovala na sociální problematiku. Později spisovatel ve své práce zaměřil především na lidové motivy a afirmaci charakteru regionu, ve kterém žil. Mnoho z jeho básní je věnováno kráse přírody Beskyd. Psal v polském jazyce, slezském nářečí a češtině.

Byl největším polským básníkem, který žil na Těšínsku po 2. světové válce. Zemřel v roce 1976 doma obklopen svými nejbližšími. 

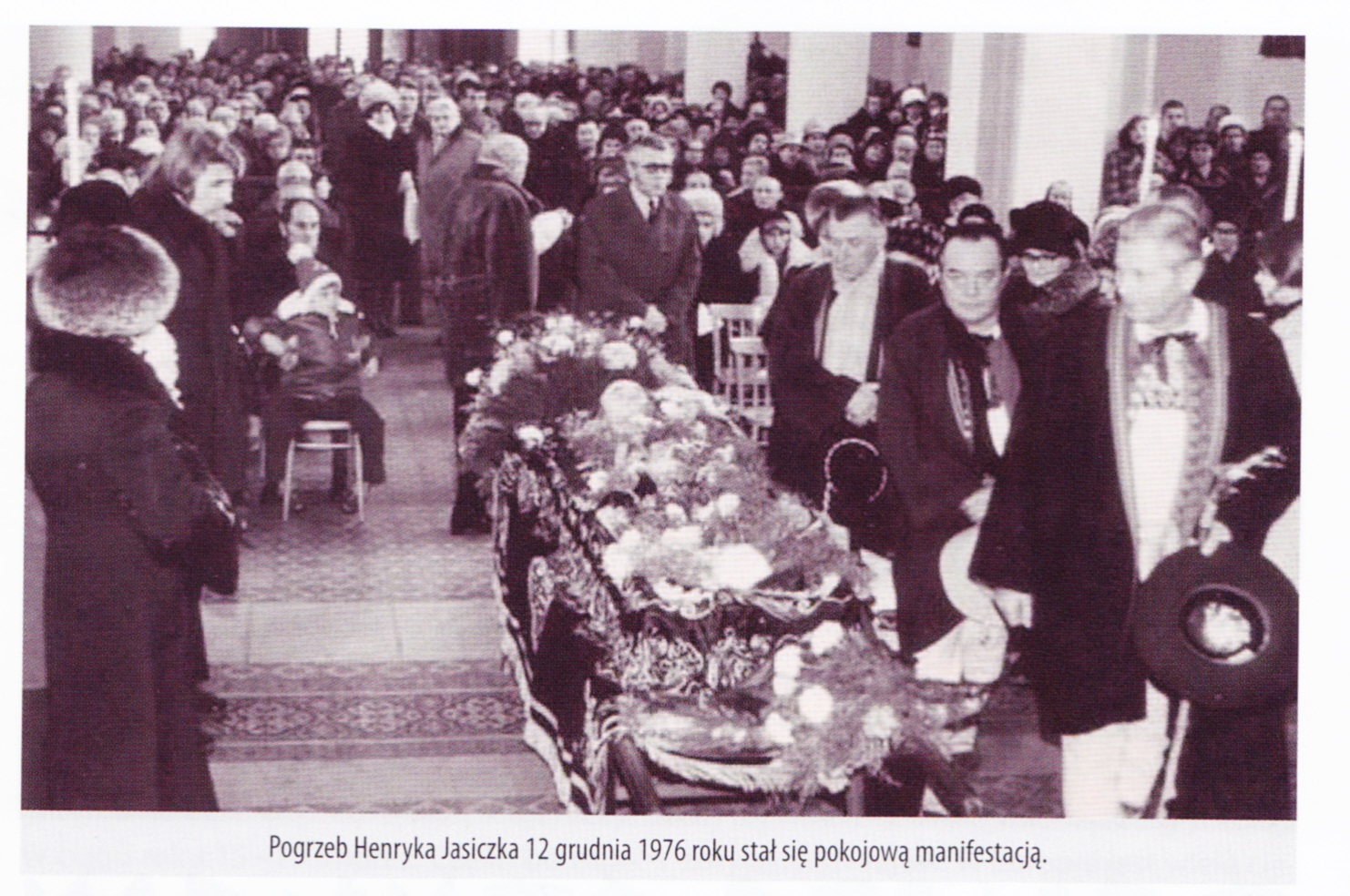
Pohřeb H.Jasiczka

### Přehled děl
- Rozmowy z ciszą. Český Těšín 1948

- Pochwała życia. Český Těšín 1952
- Gwiazdy nad Beskidem. Český Těšín 1953
- Obuszkiem ciosane. Český Těšín 1955
- Humoreski Beskidzkie. Katowice 1959
- Jaśminowe noce. Český Těšín 1959
- Blizny pamięci. Ostrava 1963
- Morze Czarne jest błękitne. Ostrava 1963
- Przywiozę ci krokodyla. Ostrava 1964
- Baj, baju, z mojego kraju. Ostrava 1968
- Zamyślenie. Ostrava 1969
- Polské výbory: Smuga cienia. Bielsko-Biała 1981
- Jak ten obłok. Katowice 1991
- Wiersze. Český Těšín 2006.
- České výbory: Krásné jak housle. Ostrava 1962
- Pokus o smír Praha 1967